# Madla
Madla is een voormalige gemeente in de provincie Rogaland in het zuidwesten van Noorwegen. De gemeente werd gevormd in 1930 toen de vroegere gemeente Håland in tweeën werd gesplits en Madla en Sola werden gevormd. Madla heeft bestaan tot 1965, toen het werd toegevoegd aan Stavanger. Tegenwoordig is het een stadsdeel. In de wijk Madlamark, deel van Madla, is in 1976 een nieuwe kerk gebouwd.

## Geboren
- Marthine Østenstad (2002), voetbalspeelster